# Сателлитный узел

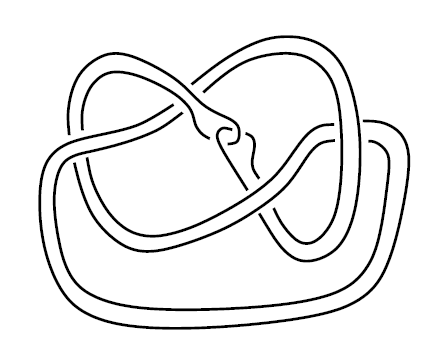
Удвоение Уайтхеда восьмёрки — пример сателлитного узла.

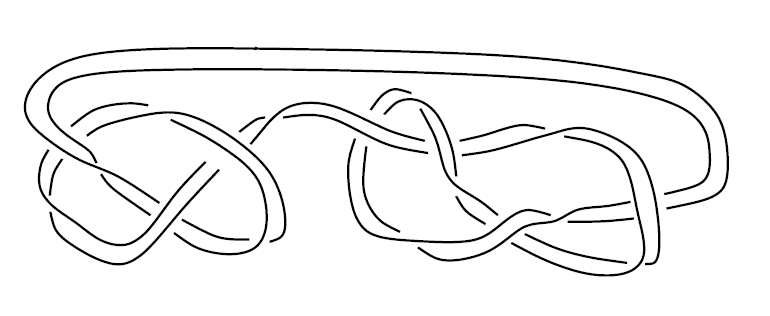
Другой пример сателлитного узла для связной суммы вольмёрки и трилистника.

Сателлитный узел — конструкция, позволяющая построить новый узел из двух узлов с определёнными дополнительными структурами.
Эта конструкция включает связную сумму узлов а также удвоение Уайтхеда как частные случаи.

## Построение
Сателлитный узел {\displaystyle K} можно описать следующим образом: начните с нетривиального узла {\displaystyle K'}, лежащего внутри незаузленного полнотория {\displaystyle V}.
«Нетривиальный» означает, что {\displaystyle K'} не может лежать в шаре, вложенном в {\displaystyle V}, и не изотопен центральной кривой полнотория.
Затем завязать полноторие в нетривиальный узел.
То есть применить нетривиальное вложение {\displaystyle f\colon V\to \mathbb {S} ^{3}}, такое, что и {\displaystyle K=f(K')}.
При этом образ центральной кривой полнотория {\displaystyle V} называется компаньёном {\displaystyle K}.
Обычно дополнительно предполагают, что вложение {\displaystyle f\colon V\to \mathbb {S} ^{3}} раскрученно, то есть {\displaystyle f} не меняют индекс зацепления двух окружностей в {\displaystyle V}.

## История
В 1949 году Хорст Шуберт доказал,
что каждый ориентированный узел в {\displaystyle \mathbb {S} ^{3}} разлагается в связную сумму узлов и это разложение единственно с точностью до перестановки.
Вскоре после этого, он понял, что может дать новое доказательство этой теоремы анализируя несжимаемые торы, в дополнении к связной сумме.
Это привело его к исследованию общих несжимаемых торов в дополнении узла, и к определению сателлитного узла